# Johngarthia planata
Johngarthia planata es una especie de malacostráceos decápodo de la familia Gecarcinidae. Originalmente fue incluida dentro del género Gecarcinus.

## Distribución geográfica
Habita en la zona económica exclusiva de la isla Clipperton, un atolón del océano Pacífico frente a las costas de México.